# Ruth Vanita
Ruth Vanita (* 1955) ist eine indische Hochschullehrerin und Autorin.
Vanita war 1978 in Neu-Delhi Mitgründerin des Magazins Manushi: A Journal about Women and Society. Für dieses Magazin schrieb sie Artikel von 1979 bis 1990.
Sie war am Miranda House und an der University of Delhi associate Professor. Gegenwärtig ist sie Hochschullehrerin an der University of Montana. Vanita ist die Autorin mehrerer Bücher und vieler Literaturübersetzungen. Des Weiteren hat sie viele Artikel über Shakespeare, Virginia Woolf sowie indische Literatur veröffentlicht (wie beispielsweise in den Shakespeare Survey, in den Studies in Englisch Literature 1500 - 19000, in den Comparative Drama, den Postcolonial Studies, GLQ und im Journal of Feminist Studies in Religion).

## Werke
- Reclaiming Gay India,[2]
- Gay historians, (gemeinsam mit Saleem Kidwai), QueerIndia, 5. März 2005
- In Search of Answers: Indian Women’s Voices from Manushi, (gemeinsam mit Madhu Kishwar), London: Zed Books, 1984, überarbeitete Ausgabe, Horizon Books, Neu-Delhi, 1991
- A Play of Light: Selected Poems, Penguin India, 1994
- Sappho and the Virgin Mary: Same-Sex Love and the English Literary Imagination, New York: Columbia University Press, 1996
- Same-Sex love in India: Readings from Literature and History, (gemeinsam mit Saleem Kidwai), 2000, London: Palgrave Macmillan, Neu Delhi: Macmillan; überarbeitete Ausgabe, Penguin India, 2008, ISBN 0-312-22169-X
- Queering India: Same-Sex Love and Eroticism in Indian Culture and Society, New York: Routledge, 2002
- Love's Rite: Same-Sex Marriage in India and the West, New York: Palgrave-Macmillan; Neu Delhi: Penguin India, 2005
- Gandhi's Tiger and Sita's Smile: Essays on Gender, Sexuality and Culture, Neu Delhi: Yoda Press, 2006

### Übersetzungen
- Rajendra Yadav, Strangers on the Roof, übersetzt von Ruth Vanita, Penguin India, 1994
- Vijay Dan Detha, Dilemma and Other Stories, übersetzt von Ruth Vanita, Manushi Prakashan, 1997
- Pandey Bechan Sharma "Ugra", Chocolate and Other Stories on Male-Male Desire, übersetzt mit Einleitung von Ruth Vanita, Neu Delhi:Oxford University Press, 2006
- The Great Feast (englische Übersetzung von Mannu Bhandaris Hindu Roman, Mahabhoj), Neu-Delhi, Orient Longman, 2003
- Twenty Short Stories von Premchand, Penguin India
- About Me (Apni Khabar), Autobiographie von Pande Bechan Sharma Ugra, Penguin India